# Campeonato Europeu de Voleibol Feminino Sub-16
O Campeonato Europeu de Voleibol Feminino Sub-16 é uma competição organizada pela Confederação Europeia de Voleibol (CEV) que reúne a cada 2 anos as seleções infantis de voleibol da Europa. A sua primeira edição foi realizada em 2017, na qual a Itália sagrou-se campeã. 

## História
No ano de 2017, a CEV tornou-se a segunda confederação continental a criar uma competição para as categorias infantis (sub-16 no feminino); a primeira foi a Confederação Sul-Americana de Voleibol. A iniciativa converge com a preocupação na formação de jovens atletas, bem como o fortalecimento das categorias de base e, principalmente, o incentivo ao investimento nesse esporte por parte de países não tradicionais. Na Europa, o torneio, junto às demais categorias de base, fortalece a participação das associações zonais europeias: Associação Balcânica de Voleibol (ABV), Associação Zonal de Voleibol do Leste Europeu (EEVZA), Associação Zonal de Voleibol da Europa Central (MEVZA), Associação Zonal de Voleibol do Norte Europeu (NEVZA) e Associação Zonal de Voleibol da Europa Ocidental (WEVZA).
Em 2016, consagrando-se campeãs dos cinco campeonatos zonais, Turquia, Rússia, Tchéquia, Finlândia e Itália avançaram diretamente à ronda final, unindo-se à Bulgária, eleita como país-sede do I Campeonato Europeu de Voleibol Feminino Sub-16. Já em 2017, as demais dezesseis seleções foram divididas em quatro grupos mistos para a disputa da segunda fase, em busca das seis vagas restantes (país campeão de cada grupo e os dois melhores segundos colocados); conquistaram-nas Grécia, Dinamarca, Países Baixos, Bélgica, Romênia e Bielorrússia. Anfitriãs, as búlgaras derrotaram as bielorrussas no tie break pelo bronze, enquanto as italianas não deram chances às russas em busca do primeiro título da categoria.
A primeira fase do II Campeonato Europeu de Voleibol Feminino Sub-16 consagrou os cinco campeões de suas respectivas associações zonais: Turquia (BVA), Rússia (EEVZA), Eslovênia (MEVZA), Finlândia (NEVZA) e Bélgica (WEVZA); essas se uniram a Itália e Croácia, escolhidas como sedes da fase final. Em 2019, já na segunda fase, a nível continental, vinte seleções foram divididas em cinco grupos em busca das seis vagas restantes, tendo-as conquistado Sérvia, Alemanha, Romênia, França e Países Baixos. Estreantes na fase final, as eslovenas foram derrotadas pelas russas na disputa pelo bronze; por sua vez, as turcas precisaram apenas de três sets para garantirem a medalha de ouro sobre as anfitriãs italianas.

## Quadro Geral
| Ordem | País     | Medalha de ouro | Medalha de prata | Medalha de bronze | Total |
| ----- | -------- | --------------- | ---------------- | ----------------- | ----- |
| 1     | Itália   | 1               | 2                | 0                 | 3     |
| 2     | Rússia   | 1               | 1                | 1                 | 3     |
| 3     | Turquia  | 1               | 0                | 0                 | 1     |
| 4     | Bulgária | 0               | 0                | 2                 | 2     |

## MVP por edição
- 2017 -  Tatiana Kadochkina[13]
- 2019 -  Özge Arslanalp[14]
- 2021 -  Marina Asliamova